# Le feu aux poudres (album)
Le feu aux poudres (Il fuoco alle polveri) è un album studio del 2006 del gruppo francese hardcore punk Tagada Jones. L'album rappresenta un genere assai innovativo per la band, che si allontana dall'atmosfera punk rock, per avvicinarsi ad un più elettronico synthpunk. Le canzoni hanno temi come l'inquinamento globale e l'uso dell'energia (reputato dal gruppo come irragionevole), il capitalismo, il fanatismo e le terapie.
L'album contiene 13 brani inediti (un bonus track con La Phaze), due remix e una cover suonata dall'ex-chitarrista dei Sales Majestés, Guizmo

## Tracce
1. Cargo
2. Thérapie
3. La relève
4. Combien de temps encore?
5. Cauchemar
6. Monsieur
7. Pavillon noir
8. Soleil de feu
9. Kamikaze
10. Le drapeau
11. Epidémie
12. Le feu aux poudres
13. Ensemble (Traccia speciale con La Phaze)
14. Le drapeau (remix di Shane Cough)
15. A qui la faute (remix di Bionik Dread)
16. Combien de temps encore ? (chitarra acustica) Guizmo

## Formazione
- Niko: voce
- Gus: campionatore, voce
- Stef: chitarra
- Boiboi: batteria
- Seb: basso